# Ignite (zespół muzyczny)
Ignite – amerykański zespół wykonujący hardcore/punk rock.

## Historia i charakterystyka
Został założony w 1993 roku w hrabstwie Orange w Kalifornii. Ich komercyjne wybicie się  to album wydany 30 maja 2000 roku dla wytwórni TVT Records, który nazywał się A Place Called Home. 20 lipca 2005 roku podpisali umowę z Abacus Recordings, a w maju 2006 wydali płytę Our Darkest Days.
Zdobyli uznanie fanów hardcore'u dzięki ich regularnym trasom koncertowym, w czasie których odwiedzili 30 krajów, w tym Polskę (Poznań, Bielsko-Biała, Katowice, Kraków, Warszawa).
Teksty utworów dotyczą problemów społecznych i politycznych. Ignite aktywnie wspiera oraz wspomaga finansowo organizacje ekologiczne.
Wokalista zespołu Zoli Téglás jest z pochodzenia Węgrem (co znajduje pewne odbicie w ich twórczości); jest również liderem grupy Zoli Band oraz wokalistą Pennywise.

## Członkowie

### Aktualni członkowie
- Zoli Téglás – wokal
- Brian Balchack – gitara elektryczna
- Nik Hill – gitara elektryczna
- Brett Rasmussen – gitara basowa
- Craig Anderson – perkusja

### Byli członkowie
- Casey Jones
- Joe Foster
- Joe Nelson
- Randy Johnson
- Kevin Kilkenny

## Dyskografia
- Scarred For Life (1994) Lost & Found Records
- In My Time EP (1995) Lost & Found Records
- Family (1995) Lost & Found Records
  - te same nagrania co na Call On My Brothers
- Call On My Brothers (1995) Conversion Records
  - reedycja dla Revelation Records w 2000
- Ignite / Good Riddance split (1996)
- Straight Ahead (1996) Rovers Records
  - zawiera In My Time, pierwsze pięć piosenek z Scarred For Life, oraz jedną dodatkową
- Past Our Means EP (1996) Revelation Records
- Ignite / X-Acto split (1997) Ataque Sonoro Records
  - zawiera pierwsze cztery z In My Time, oraz demo Ash Return
- A Place Called Home (2000) TVT Records
  - reedycja w Europie dzięki BMG
- Our Darkest Days (2006) Abacus Recordings
- A War Against You (2016) Century Media records

### Wydane kompilacje
- Guilty By Association (1995)
- As The Sun Sets... (1999) The Association Of Welterweights
- Never Give In - A Tribute To Bad Brains (1999) Century Media
- Revelation 100 - A Fifteen Year Retrospective Of Rare Recordings (2002) Revelation Records
- The Worldwide Tribute To The Real Oi Vol. 2 (2002) I Scream/Knockout/Triple Crown
- Our Impact Will Be Felt (2007) Abacus Recordings

## Powiązane zespoły
- Against The Wall – Randy Johnson
- California United – Zoli Téglás
- Crescent Shield – Craig Anderson
- Drift Again – Randy Johnson
- Eleven Thirty-Four – Brian Balchack
- Justice League – Casey Jones
- Last of the Believers – Brett Rasmussen
- No For An Answer – Casey Jones
- Pennywise – Zoli Téglás
- Pushed Aside – Randy Johnson
- Seven Witches – Craig Anderson
- Speak Seven One Four – Joe Foster
- The Killing Flame – Casey Jones, Joe Foster, Joe Nelson
- The Twilight Transmission – Brian Balchack
- Triggerman – Joe Nelson
- Unity – Joe Foster
- Zoli Band – Zoli Téglás, Brett Rasmussen, Brian Balchack, Kevin Kilkenny